# Charles Newton Little
Charles Newton Little (Madurai, Índia, 1858 – Berkeley, Califórnia, 7 de setembro de 1923) foi um matemático e engenheiro civil estadunidense. Foi um especialista em teoria dos nós, tendo elaborado uma tabela de nós com dez ou menos cruzamentos.
Seu pai foi um missionário em Madurai, Índia, onde Little nasceu em 1858; retornou com sua família para os Estados Unidos em 1859. Obteve um bacharelado na Universidade de Nebraska-Lincoln em 1879, onde continuou no Institute of Mathematics and Civil Engineering, onde obteve um mestrado em 1884. Foi depois para a Universidade Yale, onde obteve um Ph.D. em 1885, orientado por Hubert Anson Newton, com uma tese sobre teoria dos nós.
Retornou para a Universidade de Nebraska como professor associado e engenharia civil, e foi promovido a full professor em 1889. Em 1893 foi professor de matemática pura da Universidade Stanford. Em 1899–1900 obteve licença de Stanford, seguindo para a Alemanha para estudar matemática com Felix Klein e David Hilbert. Em 1901 foi para a Universidade de Idaho, como professor de engenharia civil, onde foi em 1911 indicado decano de engenharia.